# Burago di Molgora
Burago di Molgora es una localidad y comune italiana de la provincia de Monza y Brianza, región de Lombardía, con 4.284 habitantes.

## Evolución demográfica
| Gráfica de evolución demográfica de Burago di Molgora entre 1861 y 2001 |
|                                                                         |
| Fuente ISTAT - elaboración gráfica de Wikipedia                         |